# Aéroport international L.F. Wade
Pour les articles homonymes, voir BDA.
L’aéroport international L.F. Wade (code IATA : BDA • code OACI : TXKF), anciennement nommé aéroport international des Bermudes, est le seul aéroport desservant le territoire britannique des Bermudes dans l'océan Atlantique. Il est situé sur l'île Saint David dont il occupe une part importante de la superficie et à 11 km au nord-est de la capitale, Hamilton.
Il possède une piste de 2,9 km.

## Compagnies et destinations
| Compagnies        | Destinations                                               |
| ----------------- | ---------------------------------------------------------- |
| Air Canada        | Toronto (Pearson)                                          |
| Air Canada Rouge  | Montréal (P.-E.-Trudeau)                                   |
| American Airlines | Miami, New York-John F. Kennedy, Philadelphie              |
| British Airways   | Londres-Gatwick                                            |
| Delta Air Lines   | Atlanta H.-Jackson, Boston Logan, New York-John F. Kennedy |
| JetBlue           | Boston Logan, New York-John F. Kennedy                     |
| United Airlines   | En saison : Newark-Liberty                                 |
| WestJet           | Toronto (Pearson)                                          |

Édité le 16/07/2020